# Victor Kanga
Pour les articles homonymes, voir Kanga.
Victor Kanga est un homme politique camerounais qui fut député et ministre de l'Information, puis des Finances.

## Biographie

### Enfance, éducation et débuts
Il est né le 12 mars 1931 à Banka, dans la Région de l'Ouest.

### Carrière
Président de l'Association des étudiants camerounais à Paris à la fin des années 1950, il est élu député de New Bell en 1960, puis nommé ministre de l'Économie de 1961 à 1964 et des Finances entre 1964 et 1966.